# Дослідження музичної освіти
У своїй праці Путівник дослідженнями музичної освіти, Фелпс, Феррара та Гулсбі визначають дослідження як виявлення й виокремлення з досліджуваної проблематики певного працюючого плану, реалізація якого полягає у відбірці потрібних даних, їх аналізі, синтезі, інтерпритації та презентації зібраної інформації у всезагальнодоступному форматі. Є чотири типи досліджень музичної освіти: експериментальний, описовий, історичний та філософський.

## Типи досліджень

### Експериментальні
Експериментальні дослідження використовується для встановлення причинно-наслідкових зв'язків між змінними музичної освіти або для визначення відмінностей між цими змінними — тобто їх компароативний аналіз. Змінними музичної освіти можуть бути різні методики викладання музики, умови і ситуації музичної освіти тощо. Та найпершою метою даного типу досліджень є прогноз розвитку тієї чи іншої змінної та її впливу на музичну освіту загалом.

### Описові
Описові дослідження використовують для опису наявних проблем у сфері музичної освіти з метою:
1. отримання даних про поточний стан існуючих явищ, таких як умови, методи, і ситуації музичної освіти.
2. встановлення зв'язків між змінними музичної освіти, що може забезпечити більш глибоке розуміння поточного стану музичної освіти.
3. визначити зміни та тенденції розвитку змінних музичної освіти.

### Історичні
Історичне дослідження має на меті збір даних про музичну освіту на всіх етапах її розвитку та інтерпритацію цих даних на кожному наступному етапі. Дані беруться шляхом дослідження первинних та вторинних джерел. Первинне джерело — основне джерело інформації, де має місце безпосереднє спостереження явища у сфері музичної освіти. До вторинного джерела належать критики оригіналу, різні ретроспективні погляди щодо даної проблематики тощо. 

### Філософські
Філософське дослідження вивчає основоположних принципів у сфері музичної освіти. Прикладом такого дослідження є стаття 1999 року Беннетта Реймера, опублікована в журналі музичних педагогів: «Обличчям до ризиків Ефекту Моцарта». Ця стаття звертається до практики музичних педагогів, які вбачали метою музичної освіти вільне виконання творів учнями, а також можливість імпровізувати без підготовки, «просторове виконання завдань», так званий «Ефект Моцарта». Реймер відкидає «просторове виконання завдань» як виправдання для музичної освіти, тому що, відповідно до естетичної філософії Реймера, музичну освіта, в першу чергу, має бути мистецтвом, а не технікою та заучуванням.